# Topos cohérent
 (mars 2025).
En mathématiques, un topos cohérent est un topos généré par une collection d'objets quasi-compacts quasi-séparés fermés sous produits finis.